# Atulcha
Atulcha es una comunidad del municipio Colcha K, provincia de Nor Lípez, en el departamento de Potosí, Bolivia. 
Se localiza en el borde sur del Salar de Uyuni, a unos 2 km de la orilla, a una cota aproximada de 3.700 m s. n. m.

## Relieve topográfico
Hacia el norte, el terreno es relativamente plano, hasta llegar en la cercanía al salar de Uyuni. Al sur se incrementa la pendiente con inclinación suave una topografía sinuosa y con serranías pequeñas al Este y Oeste.

## Demografía
Actualmente, (2010) cuenta con aproximadamente 70 habitantes. Muchas personas han migrado en busca de mejores condiciones de vida, los que han quedado son principalmente personas de la tercera edad. En épocas propicias, (invierno) se llega desde la ciudad de Uyuni atravesando el Salar del mismo nombre, 120 km que pueden recorrerse en aproximadamente 3 horas.

## Actividades económicas
La principal actividad económica es la agricultura y la cría de camélidos (llamas).
Como actividad secundaria se ocupan del turismo, existen algunos albergues simples construidos con bloques de sal extraídos del Salar.

## Viviendas
La calidad de las viviendas en Atulcha es regular. La mayoría de sus casas están construidas de adobe y tienen una distribución de ambientes con regular funcionalidad, teniendo un patio en la parte central. 
El baño y cocina generalmente están fuera del módulo de la vivienda. Los materiales de construcción utilizados en las viviendas comunes, en orden de mayor utilización son: Cimientos y sobrecimientos son de piedra y barro, con un bajo porcentaje de hormigón ciclópeo y mampostería en seco, sus techos son de calamina, y paja, tiene revoques interiores de yeso y tierra, el revoque exterior de barro y cal/cemento.

## Transporte
Atulcha se ubica a 375 kilómetros por carretera al suroeste de Potosí, capital del departamento homónimo.
Desde Potosí, la carretera asfaltada Ruta 5 conduce hacia el suroeste durante 198 kilómetros hasta Uyuni, de allí continúa hacia el suroeste y luego de 61 km llega al puente sobre el río Grande de Lípez. Detrás del puente, la Ruta 5 se bifurca en dirección noroeste y después de 36 kilómetros llega a la localidad de Río Grande por la línea ferroviaria que une Uyuni con Avaroa, en la frontera con Chile, y luego hasta Antofagasta. El camino sigue la línea del ferrocarril en dirección suroeste y después de otros 30 kilómetros llega a Julaca. Directamente detrás de Julaca se bifurca un camino de sal sin pavimentar en dirección noroeste y conduce otros cincuenta kilómetros por Mañica, Colcha K y Chuvica hasta llegar a Atulcha.

## Atractivos turísticos
Los principales atractivos turísticos de la localidad y alrededores son:
- Museo comunitario de la quinua: El museo comunitario de la quinua cuenta con la más variada y completa colección de semillas de quinua, clasificadas de acuerdo a los diversos ecosistemas de la región del Altiplano Boliviano. Su exposición enseña la preparación de la tierra para el cultivo, las formas de cosecha y las diversas utilidades que se aplican a este producto tanto artesanalmente como en las industrias.  La infraestructura y el mobiliario del museo fueron construidos por los propios habitantes de la comunidad con materiales del lugar.

- Museo Arqueológico Q`Atinchoo: El museo de Atulcha está ubicado al interior de una cueva donde se exhiben momias (chullpas) íntegras en sus piezas, utensilios de la vida cotidiana de las civilizaciones pasadas, flechas de varios tamaños. Además, en las proximidades del museo existe una chullpa que, según los cuentos de la población no obstante los saqueos característicos de la región en los sitios arqueológicos, nunca ha sido posible robarla.  Las razones no se conocen pero la población cree que ésta chullpa posee algún poder por lo cual la gente que ha intentado robarla siempre la devuelve a su sitio Atulcha.

- Taller artesanal Atulcha: El taller artesanal de la comunidad de Atulcha ha nacido recientemente, aproximadamente el año 2006, donde gracias al apoyo de cooperaciones, han desarrollado habilidades en la elaboración de objetos de adorno en maderas de queñuas y cactus, típicas de la zona.  Es un nuevo sustento para la comunidad y su desarrollo.

- Pinturas rupestres de Atulcha: Las pinturas rupestres de Atulcha son un testigo de las antiguas civilizaciones vivientes en el área.  Las pinturas representan figuras zoomorfas.

## Precipitación histórica media mensual y anual en mm
| Localidad | Altura | Ene  | Feb  | Mar  | Abr | May | Jun | Jul | Ago | Set | Oct | Nov  | Dic  | Año |
| --------- | ------ | ---- | ---- | ---- | --- | --- | --- | --- | --- | --- | --- | ---- | ---- | --- |
| Atulcha   | 3 700  | 66.9 | 50.6 | 25.9 | 4.3 | 0.2 | 0.6 | 0.2 | 1.8 | 2.5 | 4.5 | 22.3 | 43.4 | 223 |